# 1982年日本

## 政府
- 天皇：裕仁
- 內閣總理大臣：鈴木善幸→中曾根康弘

## 大事記
- 日本光荣公司推出成人遊戲《Night Life》。部分文獻認為它是日本最早的成人遊戲[1]，但亦有文獻認為Hudson Soft的《野球拳》才是日本首部成人遊戲[2]。

### 2月
- 2月8日：東京都赤坂的新日本大飯店發生大火，造成33人死亡。

### 3月
- 3月9日：意大利总统佩尔蒂尼抵達日本进行国事访问[3]。

### 4月
- 4月1日：發行五百日圓硬幣。

### 11月
- 11月24日：中曾根康弘當選自民黨總裁。
- 11月27日：中曾根康弘接任首相，第一次中曾根內閣成立。

## 出生
- 2月4日——日野未步，配音員。
- 2月5日——小林優，配音員。
- 2月10日——細谷佳正，配音員。
- 3月13日——羽多野涉，配音員
- 3月24日——KENN，配音員
- 5月26日——前野智昭，配音員。
- 11月2日——深田恭子，演員、歌手。
- 11月9日——菊池心，配音員。
- 12月24日——柿原徹也，配音員。
- 12月26日——小栗旬，演員。